# 安蒂尼亚诺
安蒂尼亚诺（義大利語：Antignano），是意大利阿斯蒂省的一个市镇。总面积10.89平方公里，人口988人，人口密度90.7人/平方公里（2009年）。ISTAT代码为005003。